# Косгеи, Рубен
Рубен Сероней Косгеи — кенийский легкоатлет, ранее специализировался в беге на 3000 метров с препятствиями, а сейчас выступает в беге по шоссе. Олимпийский чемпион 2000 года на дистанции 3000 метров с препятствиями с результатом 8.21,43.
В 1998 году стал чемпионом мира среди юниоров. В 2001 году выиграл золото на чемпионате мира в Эдмонтоне и стал серебряным призёром на Играх доброй воли. Бронзовый призёр Игр Содружества 2006 года. 
На отборочном чемпионате Кении 2008 года не смог отобраться на Олимпийские игры, заняв лишь 8-е место. Его последним соревнованием на дистанции 3000 метров стал мемориал Эмиля Затопека в Мельбурне в 2011 году. На мемориале он стал победителем 8.39,38.

## Бег по шоссе
В 2009 году занял второе место на Флоренцийском марафоне с результатом 2:11:22.
6 июля 2014 года стал победителем полумарафона в Голд-Кост с результатом 1:04.56.

## Личная жизнь
В настоящее время живёт и тренируется в Мельбурне. Рубен является представителем народности Нанди.